# Barbara Ward
Barbara Mary Ward (23 de mayo de 1914, Heworth, Yorkshire, Reino Unido - 31 de mayo de 1981, Lodsworth, Sussex, Reino Unido), fue una economista, periodista y escritora británica más conocida por su interés y compromiso en los problemas de los países en desarrollo. Ella interpretó un papel nada despreciable frente a los gobiernos occidentales en sus esfuerzos por compartir su prosperidad con el resto del mundo.

## Biografía
Se educó en La Sorbona y en el Somerville College, Oxford, donde alcanzó la máxima titulación en filosofía, política y economía. En 1939 se incorporó a la plantilla de la revista The Economist, convirtiéndose en editora internacional al año siguiente. Durante cuatro años, comenzando en 1946, trabajó como gobernadora de la British Broadcasting Company. En los años siguientes fue Carnegie Fellow y Visiting Scholar en la Universidad de Harvard, ocupó la cátedra Albert Schweitzer en Columbia, y fue miembro de la Comisión Pontificia Justicia y Paz.
En la década de 1960, Barbara Ward comenzó a trabajar en temas ambientales, siendo una de las primeras defensoras del desarrollo sostenible. Pronto fue reconocida internacionalmente como periodista, conferenciante y locutora.
A finales de 1960 y principios de 1970 participó, junto a René Dubos, en la redacción del informe previo a la Conferencia de las Naciones Unidas sobre el Medio Ambiente Humano, celebrada en Estocolmo en 1972. Este mismo informe fue publicado el mismo año en forma de libro, con el título "La Tierra es única" ("Only One Earth"; "Sólo tenemos una Tierra").
En cuanto a asuntos políticos, Barbara Ward fue una importante asesora de Estados Unidos y Gran Bretaña, pero también de otros países.
En otro ámbito, fue una católica convencida que dio impulso a la doctrina social de la Iglesia y al diálogo ecuménico.
En 1971 fundó el International Institute for Environment and Development.

## Principales escritos
- The International Share-out (1938)
- Turkey (1941)
- Defence of the West (1942)
- The West at Bay (1948)
- Policy for the West (1951)
- Faith and Freedom (1954)
- Britain's interest in Atlantic union (1954)
- Interplay of East and West (1957)
- Five Ideas That Changed the World (4 edición). W. W. Norton, Incorporated. 1959. ISBN 9780393094381.
- India and the West (1961)
- The Rich Nations and the Poor Nations (1961)
- The Plan under Pressure (1963)
- Nationalism and Ideology (1966) - serie de conferencias - Carleton University
- Spaceship Earth (1966), ISBN 978-0-231-08586-1. Véase también, Survival of Spaceship Earth en 1972; Ward fue coautora y apareció en este documental .
- The Lopsided World (1968) - serie de conferencias - Johns Hopkins University
- Only One Earth (1972) - con René Dubos
- Only One Earth: The Care and Maintenance of a Small Planet. W. W. Norton, Incorporated. 1983 [1972]. ISBN 9780393301298.
- A new creation? Reflections on the environmental issue (1973)
- The Home of Man (1976)
- Progress for a Small Planet. Routledge. 2013 [1988]. ISBN 9781134045662.